# Chalonnes-sous-le-Lude
Chalonnes-sous-le-Lude är en kommun i departementet Maine-et-Loire i regionen Pays de la Loire i nordvästra Frankrike. Kommunen ligger i kantonen Noyant som tillhör arrondissementet Saumur. År 2018 hade Chalonnes-sous-le-Lude 115 invånare.

## Befolkningsutveckling
Antalet invånare i kommunen Chalonnes-sous-le-Lude
| Referens: INSEE |